# 藤田吉亨
藤田 吉亨（ふじた よしはる / よしゆき、1839年7月18日（天保10年6月8日）- 1923年（大正12年）9月27日）は、幕末の大田原藩士、明治期の公吏・政治家。衆議院議員、栃木県那須郡大田原町長。旧姓・伊藤。幼名・銀之助。

## 経歴
下野国那須郡大田原城下（栃木県那須那大田原宿、大田原町を経て現大田原市）で、大田原藩士・伊藤買山（長貫）の末男（第五子）として生れ、同藩士・藤田六郎（吉一）の養子となる。大田原藩校で学んだ。同藩留守居添役、使番兼兼徒士頭、物頭兼寺社奉行を歴任。戊辰戦争で旧幕府方と戦闘を行う。その後、参政、少参事を務めた。
1871年（明治4年2月）神祇官に出仕し宣教使に就任。以後、宇都宮県学区取締、同県第五大区二小区戸長兼学校掛、栃木県第三大区一小区戸長を務めて帰郷。1873年（明治6年）12月、栃木県第三大区七小区戸長に就任。その後、同県15等出仕・真岡警察出張所在勤、6等警部・天明警察出張所詰、14等出仕・戸籍徴兵掛、8等属・庶務課在勤、那須郡長などを務めた。1883年（明治16年）10月、三島通庸が栃木県令として赴任し、その主義主張に同意できず退官し帰郷した。
1884年（明治17年）栃木県会議員に選出され、徴兵参事員も務めた。1889年（明治22年）大田原町初代町長となり、1903年（明治36年）6代同町長に再任された。
和田方正の死去に伴い、1895年（明治28年）5月に実施された第4回衆議院議員総選挙栃木県第4区補欠選挙で当選し、進歩党に所属して衆議院議員に1期在任した。